# Wellington Brandão
Wellington Brandão (Visconde do Rio Branco, 6 de agosto de 1895 — Passos, 3 de maio de 1965) foi um político brasileiro. Exerceu o mandato de deputado federal constituinte por Minas Gerais em 1946. Após se formar em direito no Rio de Janeiro, Wellington voltou à Minas Gerais, especificamente em Belo Horizonte, onde se projetou como poeta, cronista e político. Fez parte do movimento simbolista e modernista mineiro.

## Família
É filho de Olinto Brandão e de Januária de Castro Brandão. Sua família fez parte da política, como é o caso do primo Pedro Maciel Vidigal, que foi deputado federal do estado de Minas Gerais no período de 1959 e 1971. Wellington Brandão foi casado com Maria Moreira Brandão.
Tanto a área do direito quanto a da literatura foram bem presentes na vida de Wellington. Em 1919, foi promotor de justiça na cidade de Cássia, em Minas Gerais. Porém, houve transferência de Brandão para Passos, cidade localizada também no mesmo estado. Sua participação nos movimentos do simbolismo e do modernismo, o inspiraram a lançar algumas obras, além de ser um colaborador de “A Revista”, um periódico fundado por Carlos Drummond de Andrade, que circulou durante os anos de 1925 e 1926. Wellington ainda foi grande responsável pela revista Verde, considerado um veículo de divulgação do modernismo na época, que ficava em Minas Gerais. Alguns anos depois, em 1937, se tornou o sucessor de Belmiro Braga e foi eleito para a Academia Mineira de Letras (AML).
Ele também esteve presente na vida política – No ano de 1945, ajudou a fundar o Partido Social Democrático (PSD), e acompanhando o início da redemocratização o país, se elegeu deputado por Minas Gerais à Assembleia Nacional Constituinte (ANC). Se candidatou para a eleição de 1950, mas não se reelegeu. Durante seu mandato, integrou as comissões de Legislação  Social e Especial da Pecuária da Câmara Federal.
Foi candidato a Deputado Federal novamente no ano de 1954, dessa vez pela União Democrática Nacional (UDN), conseguindo apenas uma suplência. Dois anos depois, em 1956, se torna então Procurador-Geral de Minas Gerais, durante o governo de José Francisco Bias Fortes (1956-1961). Wellington permaneceu no cargo até o fim do mandato do Governador, entrando para o Tribunal de Justiça posteriormente.

## Formação
Concluiu o ensino médio na cidade do Rio de Janeiro, até então capital do Brasil, depois de começar os estudos no Ginásio São José, na cidade de Ubá, em Minas Gerais. Se formou Bacharel em Direito pela Faculdade de Direito do Rio de Janeiro no ano de 1917.

## Obras Publicadas
- Deslumbramento de um triste (poemas, 1921)
- Seara da Emoção (poemas, 1925)
- O Homem Inquieto (poemas, 1926)
- O tratador de pássaros (poesia, 1935)
- Finale (poemas, 1942)
- Quarta República (ensaio, 1951)
- Caminhos de Minas (ensaio, 1958)[1]